# كهف انكايا
كهف انكايا (بالتركية: İnkaya Mağarası)‏ هو كهف يقع في تركيا.